# 6025
6025, pseudonimo di Carlos Cadona (1958 o 1959), è un batterista e chitarrista statunitense.

## Dead Kennedys
6025 è stato il primo batterista (dal giugno al luglio 1978) e in seguito il secondo chitarrista (dal luglio 1978 al marzo 1979) della hardcore punk band di San Francisco Dead Kennedys. A causa della sua breve permanenza nella band si sa molto poco di lui ed è maggiormente conosciuto proprio per la sua breve permanenza.
6025 iniziò come batterista dei Dead Kennedys, suonando nei loro primi demo. Dopo i demo la band trovò un batterista più esperto, Bruce Slesinger. 6025 lasciò, ma rientrò subito dopo come secondo chitarrista.
Ha scritto cinque canzoni con la band: Ill in the Head e Forward to Death, che appaiono nell'album di debutto della band Fresh Fruit for Rotting Vegetables; Short Songs e Gaslight, che appaiono nell'album dal vivo Live at the Deaf Club e Mutations of Today, che appare in The 1978 Demos.
L'ultima apparizione live di 6025 con i Dead Kennedys fu il 3 marzo 1979. La performance fu registrata e fu pubblicata ufficialmente nel 2004 in Live at the Deaf Club.

## Post-Dead Kennedys
Dopo aver lasciato i Dead Kennedys sembra che 6025 abbia suonato per un breve periodo con i The Residents prima di essere rimpiazzato da Philip "Snakefinger" Lithman. Dopo ciò 6025 scomparve completamente dalla scena musicale.
In un'intervista del 2005 con il magazine Loud Fast Rules! Klaus Flouride disse che 6025 stava per diventare un cristiano rinato.

## Discografia
- 1980 - Fresh Fruit for Rotting Vegetables
- 1987 - Give Me Convenience or Give Me Death
- 2004 - Live at the Deaf Club